# Крочевија (Мантова)
Крочевија је насеље у Италији у округу Мантова, региону Ломбардија.
Према процени из 2011. у насељу је живело 48 становника. Насеље се налази на надморској висини од 79 м.